# Praxis mit Meerblick – Sehnsucht
Sehnsucht ist ein deutscher Fernsehfilm von Jan Růžička aus dem Jahr 2020. Es handelt sich um den achten Film der ARD-Reihe Praxis mit Meerblick mit Tanja Wedhorn als Ärztin Nora Kaminski in der Hauptrolle und Benjamin Grüter, Dirk Borchardt, Patrick Heyn, Anne Werner, Morgane Ferru und Lukas Zumbrock in tragenden Rollen. Die Haupt-Gaststars dieser Folge sind Joachim Nimtz, Nadja Engel, Eva Weißenborn, Ulrich Friedrich Brandhoff und Anne Weinknecht.
Die deutsche Erstausstrahlung des Films erfolgte am 13. März 2020 auf dem ARD-Sendeplatz Endlich Freitag im Ersten.

## Handlung
Nora Kaminski, die Ärztin ohne Doktortitel, hat sich wieder auf ihren Ex-Mann Peer eingelassen und ist sich nicht sicher, wie sie das finden soll. Einerseits geht ihr Peer nicht aus dem Kopf, andererseits ist er mit Doro verheiratet, was Komplikationen geradezu heraufbeschwört. So beschließen Nora und Peer, erst einmal Abstand zu halten, was jedoch gar nicht so einfach ist. Der gemeinsame Sohn Kai des Paares hat sich in Schwierigkeiten gebracht, die Peers Anwesenheit als Anwalt auf der Insel erfordern. Es geht um Fahrerflucht nach einem nächtlichen Unfall. Allerdings verschweigt Kai seinen Eltern, dass nicht er zur Zeit des Unfalls am Steuer saß, sondern Mandy, seine On/Off-Freundin. Er saß noch nicht einmal in dem Fahrzeug. Kai will Mandy, die er liebt, schützen. Bei dem Unfall wurde ein Erntehelfer aus Osteuropa, der illegal auf Rügen ist, schwer verletzt. Deshalb soll die Polizei möglichst aus dem Spiel bleiben.
Zum anderen macht der engagierten Ärztin jedoch ein Fall zu schaffen, bei dem es ganz so aussieht, als sei sie einem einträglichen Betrug mit Medikamenten auf die Spur gekommen, in die ein junger Kollege verwickelt ist. Dieser arbeitet im Team von Dr. Heckmann in der Rügenklinik. Alles fängt an mit einer Fehldiagnose, die den Patienten Paul Patzke in Lebensgefahr bringt.
Nach einem Notarzteinsatz, bei dem Patzke ins Krankenhaus gebracht wird, bietet sie ihm an, ihn weiter medizinisch zu betreuen. Bei einem Klinikaufenthalt vor einigen Wochen wurde von Dr. Finkenlade ein Medikament verordnet, das Nora nicht geläufig ist. Es handelt sich um eine hochpreisige Weiterentwicklung eines bekannten Präparats, das jedoch für Nebenwirkungen bekannt ist.
Sie erfährt, dass auch die Klinik das Medikament regelmäßig von einer benachbarten Apotheke bezieht, die der Mutter von Dr. Finkenlade gehört.
Bei einer Überprüfung der Abrechnungen von Dr. Finkenlade stellt Dr. Heckmann Unregelmäßigkeiten fest; die Unterlagen dazu spielt er Nora zu. Letztlich reichen diese jedoch nicht aus, um Finkenlade zu überführen. Nachdem sich Anhaltspunkte dafür finden lassen, dass Finkenlade zwar das teure Medikament verschreibt, seine Mutter aber durch Austausch mit dem billigen Präparat die Krankenkasse betrügt, schlägt Kubatsky vor, als Tourist verkleidet einen fingierten Kauf durchzuführen. Dieser wird mit versteckter Kamera aufgezeichnet. Daraufhin kann Finkenlade festgenommen werden.
Bezüglich des Unfalls von Mandy fährt sie zusammen mit Kai zur Unfallstelle zurück. Dort finden sie eine blutverschmierte Mütze. Auf einem Feld, das gerade abgeerntet wird, erkennt einer der Arbeiter die Mütze als die seines Bruders. Er führt die beiden zum Verletzten. Kai bringt ihn schließlich zunächst in die Praxis, wo er von Dr. Stresow erstversorgt wird. Allerdings weist dieser auf die dringende Notwendigkeit hin, die Wunde in der Klinik behandeln zu lassen.
Kai liefert den Patienten ohne Namensnennung dort ein. Die Krankenhausverwaltung drängt auf die Klärung der Kostenübernahme bzw. der Feststellung der Personalien durch die Polizei.
Peer weist darauf hin, dass eine Selbstanzeige der Fahrerflucht die künftige Karriere von Kai als Anwalt zunichtemachen würde. Nach einem Gespräch mit seinen Eltern gesteht Kai, nicht selbst gefahren zu sein, weigert sich jedoch nach wie vor, den Namen des Unfallfahrers zu nennen.
Die Behandlung des Unfallopfers ist letztlich erfolgreich, Mandy reicht bei der Verwaltung eine Kostenübernahmeerklärung ein, so dass Nora zu spät kommt, als sie dort die Rechnung bezahlen will.
In der Praxis taucht Jana auf, die Dr. Stresow noch von seiner früheren Zeit auf Rügen kennt. Diese zeigt Interesse daran, den Kontakt auch auf der privaten Ebene wieder aufzunehmen.
Patzke wird schließlich gesund aus der Klinik entlassen; seine Angst, bald sterben zu müssen, hat sich als unbegründet erwiesen.

## Produktion
Sehnsucht wurde vom 29. April bis zum 1. Juli 2019 in Berlin, Rügen und Stralsund gedreht. Produziert wurde der Film von der Real Film Berlin.
Sehnsucht wurde erstmals am 13. März 2020 im Ersten ausgestrahlt. Mit 4,50 Millionen Zuschauern erreichte der Film nach Der Staatsanwalt und Let’s Dance an dem Freitag Abend den dritthöchsten Marktanteil (14,3 Prozent insgesamt und 9,4 Prozent bei den 14- bis 49-Jährigen).